# 庫特 (喬爾特基夫區)
49°16′23″N 26°4′50″E / 49.27306°N 26.08056°E

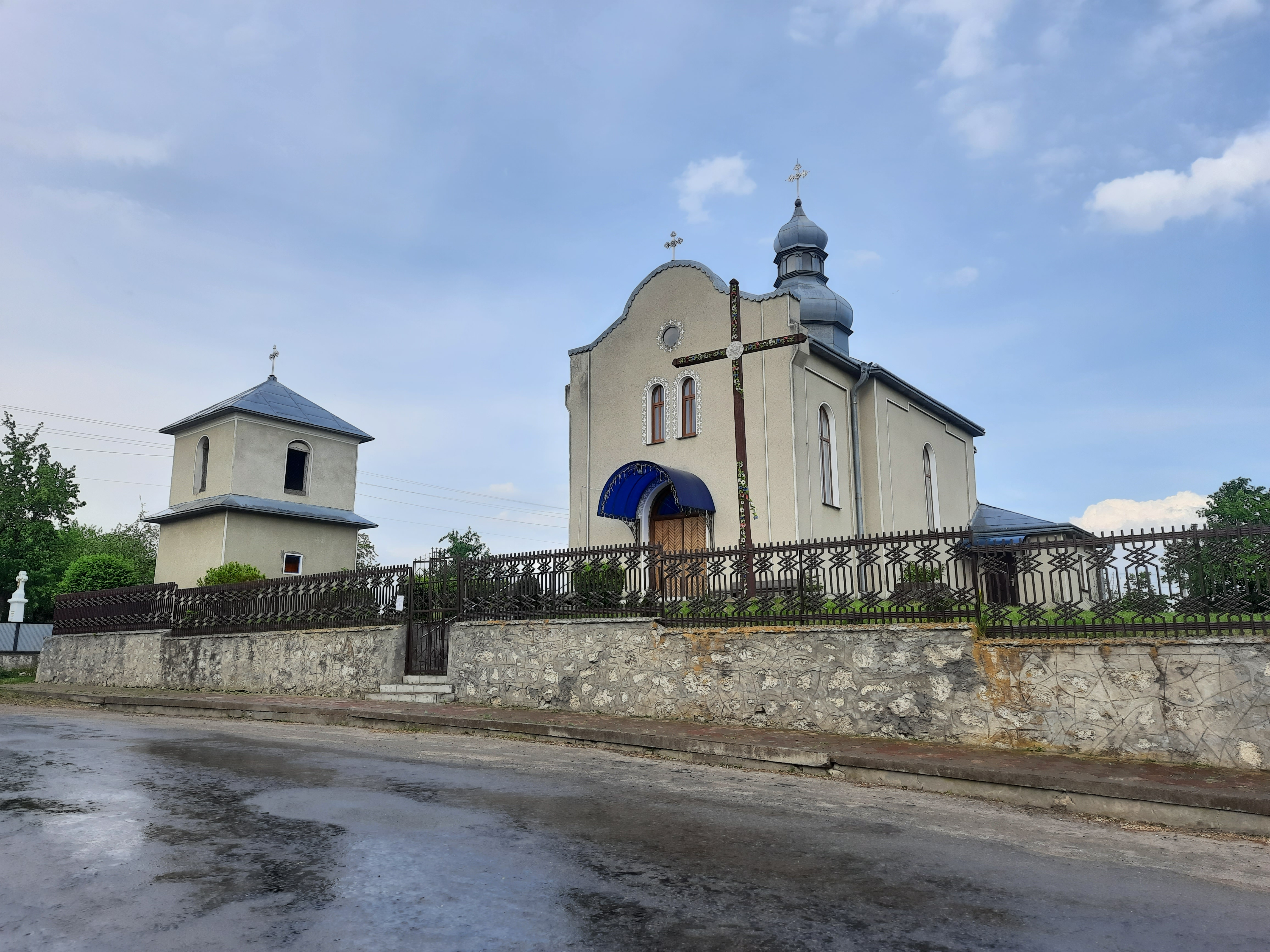
教堂

庫特（烏克蘭語：Кут），是烏克蘭西部捷爾諾波爾州喬爾特基夫區赫里邁利夫市鎮的村落。處於吉尼拉河畔，始建於1993年，面積1.27平方公里，2001年人口246。